# Polymixis stupenda
Polymixis stupenda är en fjärilsart som beskrevs av Wagner 1914. Polymixis stupenda ingår i släktet Polymixis och familjen nattflyn. Inga underarter finns listade i Catalogue of Life.